# Lattazione

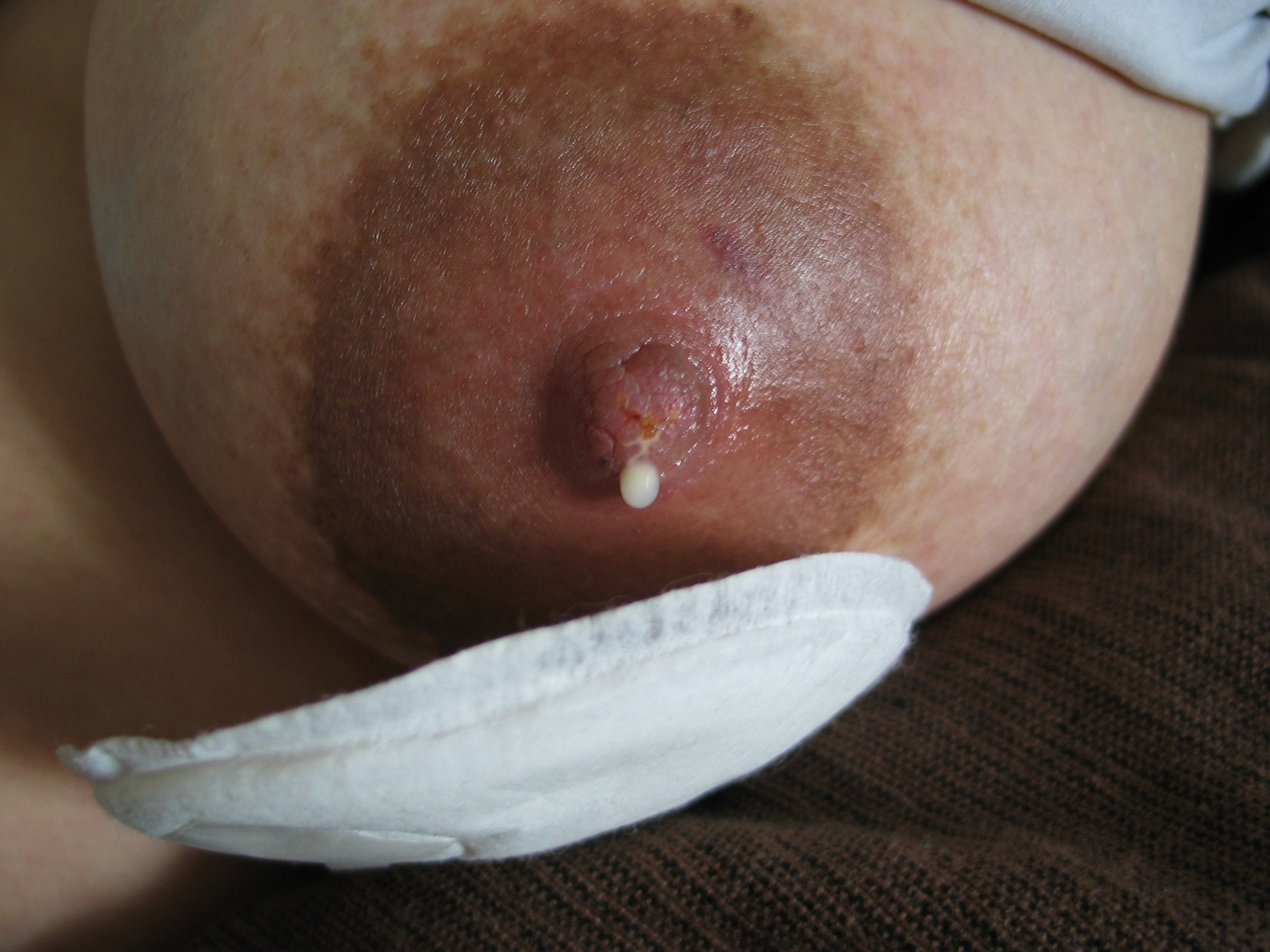
Latte secreto da un seno femminile umano

Per lattazione s'intende la genesi e secrezione di latte da parte della ghiandola mammaria delle femmine dei mammiferi. Con lo stesso termine viene identificato anche il periodo durante il quale l'animale allatta la prole. 

## Descrizione
Per il bestiame allevato al fine di produrre latte, principalmente mucche, bufale, capre, pecore, asine, lattazione indica il periodo durante il quale l'animale viene munto.
Nelle bovine la durata della lattazione viene convenzionalmente considerata di 305 giorni (10 mesi), periodo che comincia dopo il parto e finisce due mesi prima del parto successivo (mesi definiti di "asciutta"). Al momento del parto per i primi 3-5 giorni produce colostro; terminato questo periodo la bovina inizia la produzione di latte, ad un certo punto la produzione aumenta fino al secondo mese, poi fino al momento dell'asciutta ci sarà un calo. L'asciutta è il momento in cui la bovina non produce latte, serve a costituire tutte le sostanze che ha perso durante la lattazione (calcio, fosforo).